# Perigrapha hoenei
Perigrapha hoenei là một loài bướm đêm trong họ Noctuidae.